# Gregorio Monreal
Gregorio Javier Monreal Zia (Etayo, 11 de marzo de 1942) es un político y jurista español de ideología nacionalista vasca.

## Biografía

### Actividad académica y profesional
Licenciado en Derecho y Diplomado en Economía por la Universidad de Deusto (1966) y Doctor en Derecho por la Universidad Complutense de Madrid (1973), es catedrático de Historia del Derecho en la Universidad del País Vasco (1978-1995) y, desde 1995, catedrático de Historia del Derecho en la Universidad Pública de Navarra. Ha sido profesor invitado en la Universidad de California en Berkeley y en la Universidad París XII, actualmente Université Paris-Est Créteil Val-de-Marne.
Es miembro de Jakiunde (Academia de las Ciencias, de las Artes y de las Letras) y miembro de número de la Real Sociedad Bascongada de Amigos del País, de la Société d'Histoire du Droit y de la Association Française des Historiens des Idées Politiques. Es también miembro del consejo de redacción del Anuario de Historia del Derecho Español y dirige en la actualidad (2013) la revista de Historia del Derecho Iura Vasconiae.
También fue vicerrector del campus de Vizcaya de la Universidad del País Vasco (1979-80), rector de la Universidad del País Vasco entre 1981 y 1985, presidente de la Sociedad de Estudios Vascos entre 1991 y 1996, director de la Revista Internacional de Estudios Vascos (RIEV) entre 1997 y 2005 y director científico de la Fundación para el estudio del Derecho histórico y autonómico de Vasconia entre 2003 y 2010. Fue el primer nominado para ocupar la cátedra William Douglass de la Universidad de Reno (Nevada) en 2005-2006.

### Actividad política
En 1976 fue uno de los fundadores del partido nacionalista vasco de izquierdas Euskal Sozialistak Elkartzeko Indarra (ESEI) (Fuerza para la Unidad de los Socialistas Vascos). ESEI se integró en el Frente Autonómico a las elecciones generales de 1977. Monreal, candidato de la coalición al Senado por Guipúzcoa, obtuvo acta de senador. Como parlamentario de una de las circunscripciones vascas participó en las ponencias que redactaron el Estatuto de Guernica en 1979. En 1987 fue elegido parlamentario foral navarro como independiente en las listas de Eusko Alkartasuna. Fue viceconsejero de Universidades e Investigación del Gobierno Vasco en 1991.

## Galardones
- Premio Eusko Ikaskuntza-Euskadiko Kutxa de Humanidades, Cultura, Artes y Ciencias Sociales en 2007.
- Premio Euskadi de Investigación 2013, con el fin de fomentar la actividad científica en la modalidad de Ciencias Sociales y Humanidades.[3]

## Obras
- El Señorío de Vizcaya: origen, naturaleza jurídica. Estructura institucional (Anuario de historia del derecho español, 1973)
- Las instituciones públicas del Señorío de Vizcaya (hasta el siglo XVIII) (Bilbao : Diputación de Vizcaya, 1974. ISBN 84-500-6555-0)
- Anotaciones sobre el pensamiento político tradicional vasco en el siglo XVI (AHDE, 1980)
- Incidencias de las instituciones públicas de Álava del medievo en el pensamiento político de los alaveses de la Edad Moderna (AHDE, 1984)
- Anotaciones para una edición crítica del "Fuero Viejo" de Vizcaya (Symbolae Ludovico Mitxelena septuagenario oblatae, Vol. 2, 1985, ISBN 84-600-4142-5, págs. 1203-1212)
- La crisis de las Instituciones Forales Públicas vascas (Euskal herriaren historiari buruzko biltzarra / Congreso de Historia de Euskal Herria, Vol. 3, 1988 (Economía, sociedad y cultura durante el Antiguo Régimen), ISBN 84-7148-221-5, págs. 3-36)
- Sistema Foral Vasco y derechos históricos (Giza eskubideak europan : Balantzea eta perspektibak Deklarazio Unibertsalaren 40 urte Ondoren... = Los derechos humanos en Europa : balance y perspectivas 40 años después de la Declaración Universal, San Sebastián, 12 al 14 de diciembre de 1988, 1989, ISBN 84-7542-789-8, págs. 157-171)
- La libertad de Comercio en Guipúzcoa en el s. XVIII (Estudios dedicados a la memoria del profesor L. M. Díaz de Salazar Fernández / coord. por María Rosa Ayerbe Iríbar, Vol. 1, 1993 (Estudios histórico-jurídicos), ISBN 84-7585-395-1, págs. 601-646)
- De los fueros y la autonomía posforal a la cláusula de reserva de los derechos históricos (Foralismo, derechos históricos y democracia, 1998, ISBN 84-88562-98-5, págs. 191-208)
- Las Cortes de Navarra y las Juntas Generales de Álava, Guipúzcoa y Vizcaya (Contributions to European parliamentary history: actas del 47º Congreso de la Comisión Internacional para el Estudio de la Historia de las Instituciones Representativas y Parlamentarias (Bilbao-Gernika, 2-6 de septiembre de 1997), coord. por Joseba Agirreazkuenaga Zigorraga, Mikel Urquijo Goitia, 1999, ISBN 84-88088-48-5, págs. 25-60)
- 1200, una fecha significativa en la evolución de Vasconia (RIEV, Vol. 45, 2, 2000  (enlace roto disponible en Internet Archive; véase el historial, la primera versión y la última).)
- Fueros de los territorios vascos y unidad constitucional española (en "La cuestión vasca : una mirada desde la historia", 2000)
- De los Fueros y la autonomía posforal a la cláusula de reserva de los derechos históricos (en "Derechos históricos y constitucionalismo útil", 2001)
- Una historia de la Revista Internacional de los Estudios Vascos (RIEV, Vol. 46, 1, 2001  Archivado el 13 de mayo de 2008 en Wayback Machine.)
- Origen de la ley del vascuence de Navarra (RIEV, Vol. 46, 2, 2001,  (enlace roto disponible en Internet Archive; véase el historial, la primera versión y la última).)
- El origen de la construcción del derecho histórico del Convenio y de los Conciertos Económicos (1841-1991) (Azpilcueta: cuadernos de derecho, ISSN 1138-8552, Nº. 18, 2002, págs. 353-365)
- Fidel de Sagarmínaga: intérprete de la constitución histórica vizcaína y heraldo de una nueva política vasca de recuperación de los fueros (1830-1894) (Notitia vasconiae: revista de derecho histórico de Vasconia, ISSN 1695-4769, Nº. 1, 2002, págs. 251-314)
- El presente vasco condicionado por el pasado (Congreso de estudios vascos, Eusko Ikaskuntza, n° 15, 2002)
- La base foral del plan del Lehendakari Ibarretxe (en "Estudios sobre la propuesta política para la convivencia del lehendakari Ibarretxe", 2003)
- Actualización de los Derechos Históricos (Revista Vasca de Administración Pública. Herri-Arduralaritzako Euskal Aldizkaria, ISSN 0211-9560, Nº 73, 2, 2005, págs. 277-286)
- The Old Law of Bizkaia (1452) (2005, ISBN 1-877802-52-0) (edición crítica de este cuerpo jurídico medieval, acompañada de un estudio introductorio de 160 páginas, la bibliografía y un Índice de personas, lugares y materias ) (traducción por Linda White y William A. Douglass, autor también de un Prefacio a la obra)
- Los cuerpos de Derecho de las Encartaciones de Bizkaia (Iura vasconiae: revista de derecho histórico y autonómico de Vasconia, ISSN 1699-5376, Nº. 5, 2008, págs. 9-102)
- Los Fueros Vascos en la Junta de Bayona de 1808 (RIEV, ISSN 0212-7016, Nº. Extra 4, 2009 (Ejemplar dedicado a: Cuadernos 4: Les origines du constitutionnalisme et la Constitution de Bayonne du 7 juillet 1808), págs. 255-276)
- El Concierto Económico: génesis y evolución histórica (Iura vasconiae: revista de derecho histórico y autonómico de Vasconia, ISSN 1699-5376, Nº. 6, 2009, págs. 647-708) con Roldán Jimeno Aranguren
- Textos histórico-jurídicos navarros (Vol. 1: Historia antigua y medieval, 2009, ISBN 978-84-235-3090-8) con Roldán Jimeno Aranguren
- Naturaleza y estructura del matrimonio y otras uniones afines en el derecho histórico hispánico, con especial atención a Navarra (Príncipe de Viana, ISSN 0032-8472, Año nº 71, Nº 250, 2010, págs. 501-538) con Roldán Jimeno Aranguren
- Los fueros vascos en la Constitución de Bayona. Antedecedentes políticos e ideológicos: Resultados (Iura vasconiae: revista de derecho histórico y autonómico de Vasconia, ISSN 1699-5376, Nº. 8, 2011, págs. 169-204)
- Hammurabiren kodea (Eleria: Euskal Herriko legelarien aldizkaria, ISSN 1137-1951, Nº. 22, 2011, págs. 109-110)
- Las Cortes y la Constitución de Cádiz (lección inaugural del curso académico 2012-13 de la UPNA )